# Пущино (деревня, городской округ Серпухов)
Пущино — деревня в Московской области России. Входит в городской округ Серпухов.

## География
Расположена на границе с Серпуховом, на правом берегу Нары, через деревню проходит шоссе, идущее от северо-западной окраины Серпухова через Гавшино и Злобино к трассе А 108.
В Пущине расположен социально-реабилитационный центр для несовершеннолетних.

## История

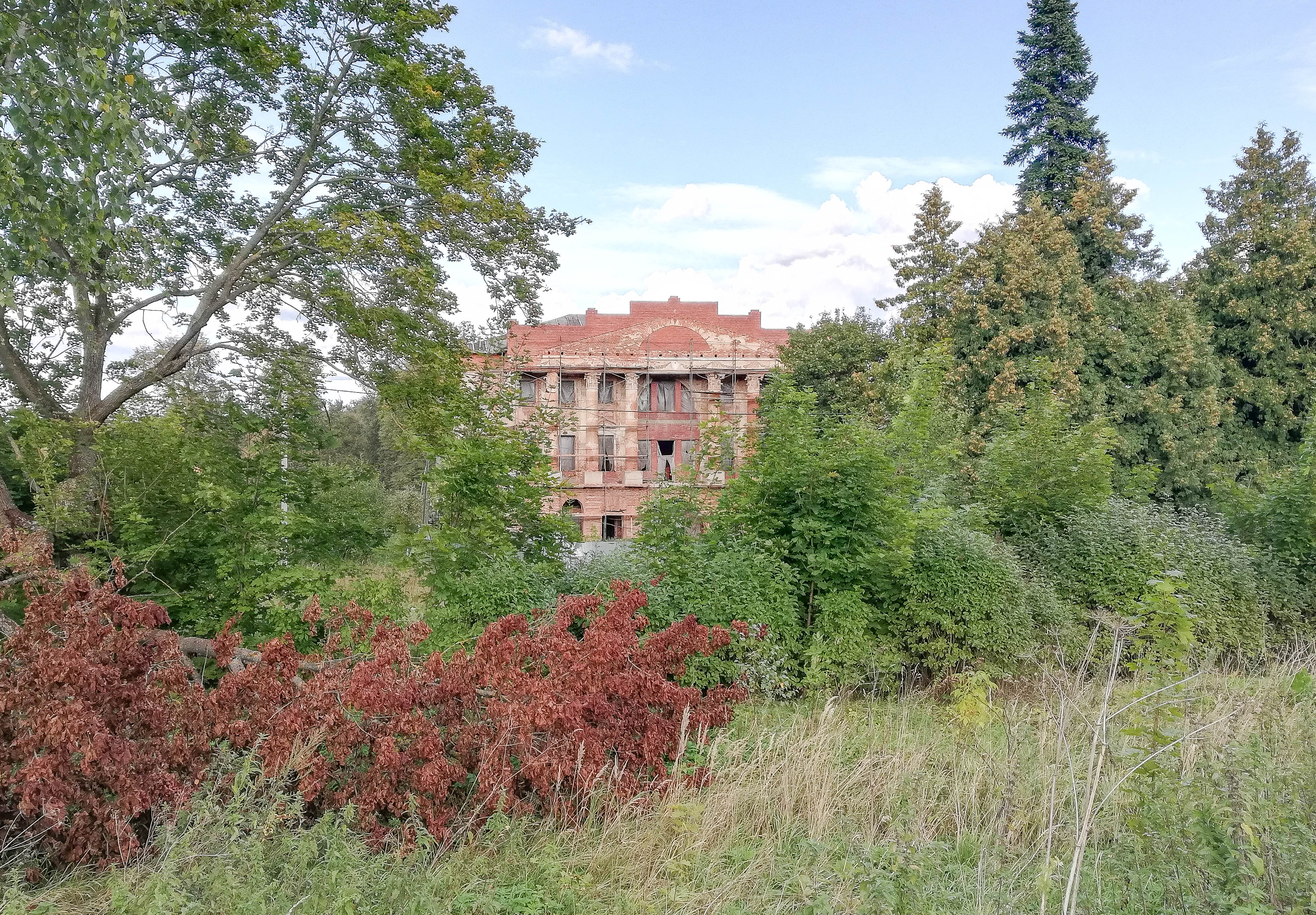
Главный дом усадьбы Вяземских

В XVIII—XIX веках наряду с населёнными пунктами Кудаеево, Александровка, Клеймёново, Новоселки, Лисенки, Съяново, Скребухово и Тверитино входит в имение князей Вяземских. Ими была открыта в Пущине суконная фабрика.
С 2005 до 2018 гг. деревня входила в Дашковское сельское поселение Серпуховского муниципального района.

## Усадьба Вяземских
Дворец усадьбы построен в 1790-х годах по заказу Сергея Ивановича Вяземского. В 1852 году Пущино переходит во владение Н. И. Новосельцевой, затем принадлежит фабриканту П. И. Рябову. После того, как в 1970-е гг. усадьбу покинул профилакторий бумажной фабрики, она быстро разрушилась. По состоянию на 2012 год от дворца сохранился лишь остов.

## Население
| 1970   | 2002 | 2006 | 2010 | 2015 |
| ------ | ---- | ---- | ---- | ---- |
| 10 074 | ↘125 | ↗416 | ↗450 | ↗516 |